# Caifanes la historia (álbum)
La Historia es un álbum recopilatorio sobre los grandes éxitos de la banda de rock alternativo Caifanes, lanzada el 1 de julio de 1997, 2 años después de su primera separación en 1995. El álbum está dividido en 2 discos: el primero incluye los éxitos de 1987 a 1990 y el segundo de 1992 a 1995.

## Discos
| Disco 1 |                                                              |                                                |          |  |
| N.º     | Título                                                       | Escritor(es)                                   | Duración |  |
| 1.      | «Mátenme porque me muero» (de Caifanes)                      | Saúl Hernández                                 | 3:31     |  |
| 2.      | «Cuéntame tu vida» (de Caifanes)                             | Saúl Hernández                                 | 4:22     |  |
| 3.      | «Viento» (de Caifanes)                                       | Saúl Hernández                                 | 3:57     |  |
| 4.      | «Amanece» (de Caifanes)                                      | Diego Herrera                                  | 3:12     |  |
| 5.      | «La Negra Tomasa (Bilongo) (Versión Bailable)» (de Caifanes) | Guillermo Rodríguez Fiffe                      | 7:34     |  |
| 6.      | «Perdí mi ojo de venado» (de Caifanes)                       | Saúl Hernández                                 | 4:33     |  |
| 7.      | «Detrás de ti» (de Caifanes Vol.2)                           | Saúl Hernández / Diego Herrera / Alfonso André | 3:36     |  |
| 8.      | «La célula que explota» (de Caifanes Vol.2)                  | Saúl Hernández                                 | 3:33     |  |
| 9.      | «Los dioses ocultos» (de Caifanes Vol.2)                     | Saúl Hernández                                 | 4:39     |  |
| 10.     | «De noche todos los gatos son pardos» (de Caifanes Vol.2)    | Saúl Hernández                                 | 4:13     |  |
| 11.     | «Antes de que nos olviden» (de Caifanes Vol.2)               | Saúl Hernández                                 | 4:45     |  |

| Disco 2 |                                                          |                                                      |          |  |
| N.º     | Título                                                   | Escritor(es)                                         | Duración |  |
| 1.      | «Nubes» (de El Silencio)                                 | Saúl Hernández / Alejandro Marcovich / Sabo Romo     | 4:35     |  |
| 2.      | «Piedra» (de El Silencio)                                | Saúl Hernández / Diego Herrera                       | 4:34     |  |
| 3.      | «No dejes que...» (de El Silencio)                       | Saúl Hernández                                       | 4:40     |  |
| 4.      | «Para que no digas que no pienso en ti» (de El Silencio) | Saúl Hernández                                       | 3:56     |  |
| 5.      | «Hasta morir» (de El Silencio)                           | Alejandro Marcovich / Alfonso André / Saúl Hernández | 3:45     |  |
| 6.      | «Afuera» (de El Nervio del Volcán)                       | Saúl Hernández                                       | 4:48     |  |
| 7.      | «Miedo» (de El Nervio del Volcán)                        | Saúl Hernández                                       | 3:37     |  |
| 8.      | «Aquí no es así» (de El Nervio del Volcán)               | Alejandro Marcovich / Saúl Hernández / Alfonso André | 4:54     |  |
| 9.      | «Ayer me dijo un ave» (de El Nervio del Volcán)          | Saúl Hernández                                       | 3:29     |  |
| 10.     | «Aviéntame» (de El Nervio del Volcán)                    | Saúl Hernández                                       | 4:32     |  |
| 11.     | «Quisiera ser alcohol» (de El Nervio del Volcán)         | Saúl Hernández                                       | 5:09     |  |
| 12.     | «Miedo» ((de Caifanes MTV Unplugged))                    | Saúl Hernández                                       | 3:32     |  |
| 13.     | «Aviéntame» ((de Caifanes MTV Unplugged))                | Saúl Hernández                                       | 4:50     |  |

- Datos: Q5739311